# سوري (كولومبيا البريطانية)
سوري (بالإنجليزية: Surrey)‏ هي مدينة كندية تقع في مقاطعة كولومبيا البريطانية. تبلغ مساحة هذه المدينة 317.1851 (كم²)، ويبلغ عدد سكانها 394976 نسمة حسب إحصاء سنة 2006 م، بينما كان يسكنها 347820 نسمة في سنة 2001 م. تحتل هذه المدينة المرتبة رقم 12 بين مدن كندا حسب عدد السكان والمرتبة رقم 2 في المقاطعة. نما عدد السكان في هذه المدينة بنسبة (13.6) بين العامين المذكورين.

## أعلام
- جيري جينس
- كيم جوشر
- بريندن ديلون
- لورين ساوثرن
- كولن فريزر
- علي ليبرت
- كاميلي ماثر
- بيلي مكنيل
- جاك آدامز

## وصلات خارجية
- الأطلس الحكومي لكندا
- إحصاءات كندا مع ساعة تعداد السكان